# Station Staffelfelden
Station Staffelfelden is een spoorwegstation in de Franse gemeente Staffelfelden.